# Мордасово (Владимирская область)
Мордасово — деревня в Судогодском районе Владимирской области, входит в состав Головинского сельского поселения.

## География
Деревня расположена на берегу реки Высокуша в 13 км на восток от центра поселения посёлка Головино и в 19 км на запад от райцентра города Судогда.

## История
Деревня впервые упоминается в писцовых книгах монастырских и церковных земель Владимирского уезда 1637—1647 годов в составе Александровского прихода, в ней числилось 6 дворов крестьянских.
В конце XIX — начале XX века деревня входила в состав Авдотьинской волости Судогодского уезда, с 1926 года — в составе Александровской волости Владимирского уезда. В 1859 году в деревне числилось 19 дворов, в 1905 году — 20 дворов, в 1926 году — 19 хозяйств.
С 1929 года деревня входила с состав Сойменского сельсовета Судогодского района, с 2005 года — в составе Головинского сельского поселения.

## Население
| 1859 | 1905 | 1926 | 2002 | 2010 | 2021 |
| ---- | ---- | ---- | ---- | ---- | ---- |
| 92   | ↗129 | ↘95  | ↘3   | ↗6   | ↘1   |